# الضمان

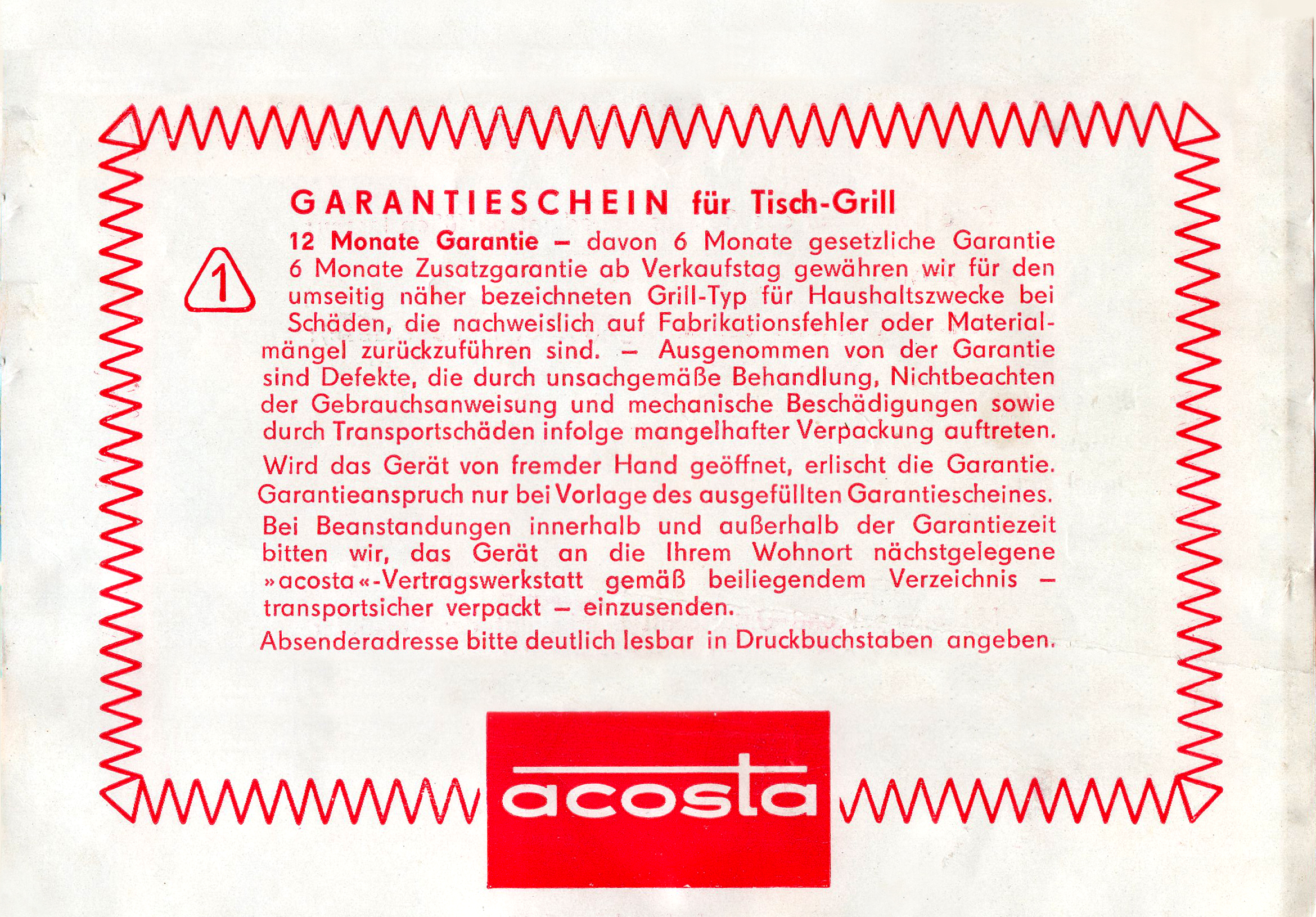

الضمان في اللغة: مصدر الفعل ضَمِن بمعني كَفَل، مشتق من التضمن؛ لأن ذمة الضامن تتضمن الحق. وفي اصطلاح علماء علم فروع الفقه: التزام شخص بأداء ما وجب على غيره من الحقوق المالية. مثال ذلك: أن يطلب محمد من خالد أن يبيعه سيارته بعشرين ألف ريال مؤجلة إلى سنة، فيقول سعيد بِعْهُ وأنا ضامن لك ثمنها، أو يقول بِعْهُ وهي عليَّ، أو نحو ذلك.

## حكمه
الضمان جائز، دل على جوازه الكتاب والسنة والإجماع.
فمن الكتاب قول الله تعالى :(وَلِمَنْ جَاءَ بِهِ حِمْلُ بَعِيرٍ وَأَنَا بِهِ زَعِيمٌ )، أي كفيل. ومن السنة قول النبي صلى الله عليه وسلم:"" الـزعيـم غـارم "". ومعنى الحديث: أن الكفيل أو الضامن الذي ضمن ما في ذمة غيره من الديون هو في الوقت نفسه غارم، والغارم: من عليه دين، والغرم هو الدين، والمراد: أن يلزمه الدين كما لزم المدين الأول الذي كفله أو ضمنه. وقد أجمع العلماء على جواز الضمان.

## تعريف الضمان في التعاملات اليومية
في المعاملات التجارية والقانونية، والضمان هو الضمان من قبل طرف واحد إلى الطرف الآخر أن وقائع محددة أو ظروف صحيحة أو سيحدث، ويسمح للطرف الآخر إلى الاعتماد على هذا التأكيد، وتسعى بعض نوع من العلاج إذا لم يكن صحيحا أو اتباعها.
في المعاملات العقارية، الضمان عام الفعل 1 هو اتفاق أن [عنوان [(الملكية) | لقب]] للمشتري لقطعة أرض وسيتم الدفاع عنها. A'عمل محدودة الضمان، من ناحية أخرى، هو الوعد الذي سيتم الدفاع عن اللقب ضد مجموعة محدودة من المطالبات التي عادة ما تكون المطالبات الناشئة عن incumberances التي تنفذها المانح. وهكذا، فإن الفعل الضمان العام يربط المانح للدفاع عن اللقب ضد جميع المطالبات حتى تلك التي تنشأ من أصحاب السابقة، في حين، وعمل محدودة الضمان فقط وعادة ما يربط المانح للدفاع عن اللقب ضد المطالبات الناشئة عن عقد عندما المانح سند الملكية. وعقد الضمان المحدود هو عمل من خيار بالنسبة للبنوك عند بيع الممتلكات ممنوع.
ويجوز للضمان أن تكون صريحة أو ضمنية، اعتمادا على المنتج.

## ضمان ضمني
لضمان ضمني واحد هو أن تنشأ من طبيعة المعاملة، والفهم الأصيل من قبل المشتري، وليس من تمثيل صريح من البائع.
فهذا يعني ضمنا "ضمان للرواج 'في، ما لم يتم التعرف التنازل صراحة بالاسم، أو بيع ومع عبارة" كما هي "أو" مع كل العيوب. " ليكون "للاتجار"، وعلى السلع يجب أن تتوافق بشكل معقول لتوقعات مشتر العاديين، أي أنهم ما يقولون هم. على سبيل المثال، الفاكهة التي تبدو ورائحة جيدة ولكن العيوب وإخفاء ينتهك ضمان ضمني للرواج إذا نوعيتها لا تلبي معايير لهذه الفاكهة "، كما يمر عادة في التجارة". في ماساتشوستس حماية المستهلك القانون، فمن غير قانوني إلى نفي هذه الضمان على السلع المنزلية بيعها للمستهلكين الخ.
فهذا يعني ضمنا "ضمان من الملاءمة لغرض معين 'في عندما مشتر يعتمد على بائع لتحديد السلع التي تتناسب مع طلب محدد. على سبيل المثال، يتم انتهاك هذا الضمان للمشتري عندما يسأل ميكانيكي لتوفير إطارات مخصصة للثلوج ويتلقى الإطارات التي تعتبر غير آمنة لاستخدامها في الثلوج. ويمكن أيضا أن يكون هذا الضمان الضمني التنازل صراحة بالاسم، ومن ثم تحويل مخاطر عدم اللياقة العودة إلى المشتري.

## ما يصح ضمانه
من الأشياء التي يصح ضمانها ما يلي :
1. الديون مثل : القرض، وثمن البيع المؤجل.
2. عُهدة المبيع: والمراد : أن يضمن شخص للمشتري أن يرد عليه البائع الثمن لو تبين ان السلعة التي اشتراها لم تكن مملوكة للبائع، أو لو وجد بها عيباً.

## الأحكام المترتبة على الضمان
إذا تم الضمان، ترتب على ذلك أحكام، منها :
1. لصاحب الحق إذا حل الدين أن يطالب المضمون عنه أو الضامن، فلا تبرأ ذمة المضمون عنه بمجرد الضمان.
2. إذا طالب صاحب الحق الضامن بالدين، فقضاه له، فللضامن أن يرجع على المضمون عنه فيطالبه بما دفعه.

## براءة الضامن والمضمون عنه
- يبرأ المضمون عنه في حالتين :

1. إذا أدى الحق إلى صاحبه.
2. إذا أبرأه صاحب الحق، بأن أسقط عنه الدين.

- يبرأ الضامن في حالتين :

1. إذا برئ المضمون عنه بأحد الأمرين السابقين.
2. إذا أبرأه صاحب الحق.

## آداب الضمان
- الضامن محسن إلى المضمون عنه، فلا ينبغي أن يسيء إليه، ولذا يجب عن المضمون عنه أن يبادر بأداء ما عليه من دين، ولا يعرض الضامن للمطالبة من قبل المضمون له.
- يحسن بصاحب الحق أن لا يطالب الضامن حتى يتعذر عليه مطالبة المدين الأصلي، وذلك حتى لا يحجم الناس عن الضمان فيذهب المعروف بينهم.